# III округ Парижа

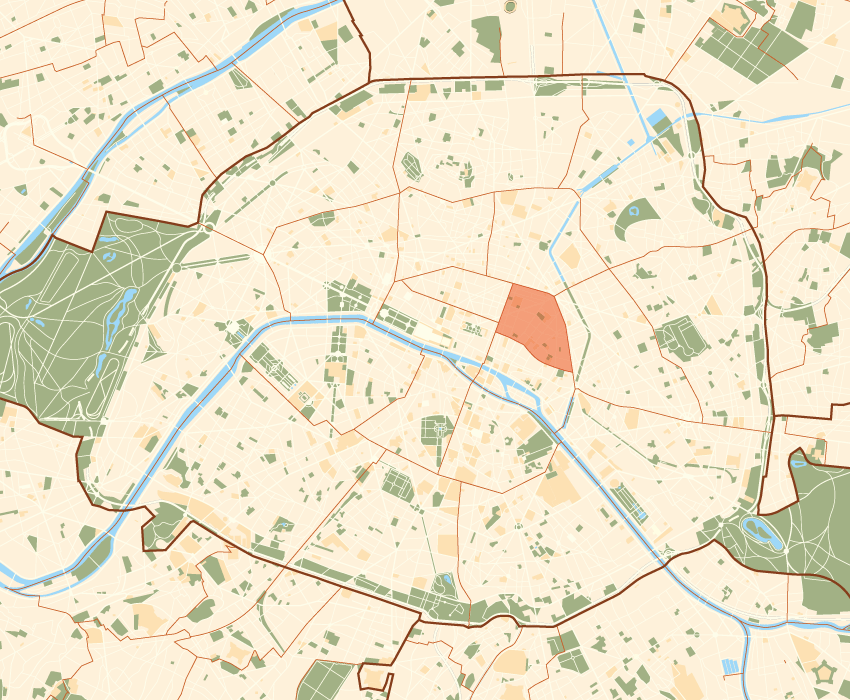
3-й муніципальний округ Тампль на карті Парижа

3-й муніципальний округ (фр. 3e arrondissement de Paris) — розташований в центрі історичної частини Парижа на правому березі річки Сени. Він був створений протягом 14-го століття, коли Чарльз V вирішив розширити місто і збудувати стіни довкола нього. Назва округу Tample походить від Tampliers, які залишили всій відбиток на окрузі.

## Географія
3-й округ розташований на правому березі річки Сени. Велика частина округу є житловою і належить до відомої і модної північної частини Marais, четвертина якої є історичною, а не адміністративною. Округ Тампль по розміру є другою найменшою частиною міста, але зберіг багато ознак з минулого будучи живим і динамічним кварталом.

## Населення
Серед населення кількістю 34 721 мешканців, 1.6% є парижани.
| Рік (за переписом) | Населення | Густина населення (люд./км²) |
| ------------------ | --------- | ---------------------------- |
| 1861               | 99 116    | 84 642                       |
| 1872               | 89 687    | 76 656                       |
| 1936               | 66 233    | 56 609                       |
| 1954               | 65 312    | 55 822                       |
| 1962               | 62 680    | 53 527                       |
| 1968               | 56 252    | 48 038                       |
| 1975               | 41 706    | 35 616                       |
| 1982               | 36 094    | 30 823                       |
| 1990               | 35 102    | 29 976                       |
| 1999               | 34 248    | 29 247                       |
| 2006               | 34 721    | 29 676                       |

## Квартали
Округ складається з 4-х кварталів:

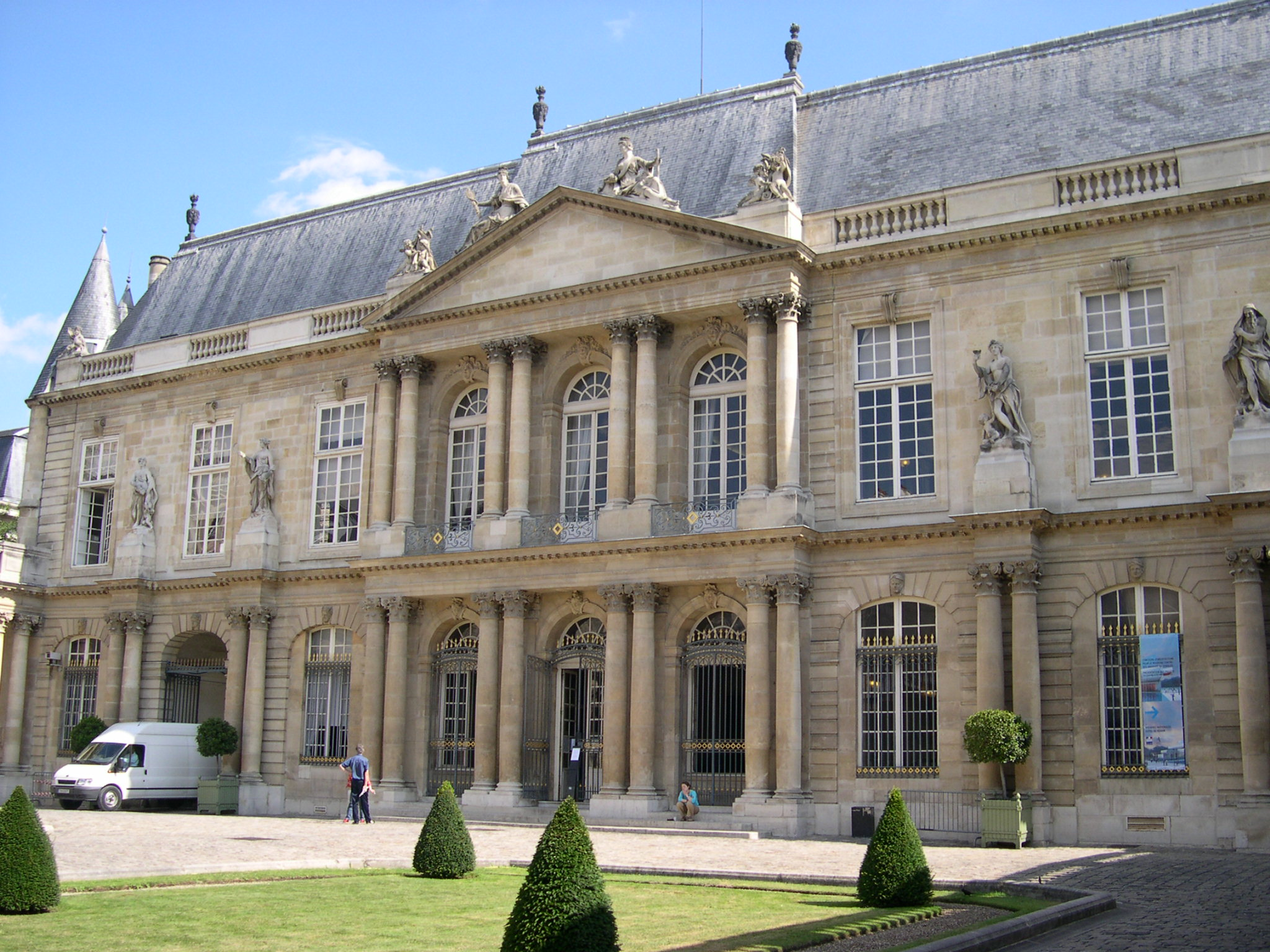
Національний архів

Quartier Arts-et-Métiers: названо завдяки Консерваторії мистецтва і ремеслам, характерним для цієї місцевості. Колишнє абатство нині слугує забезпеченню вищої освіти і просуванню науки та індустрії.
Quartier Enfants-Rouges: Тут колись була лікарня для сиріт, одягнутих у червоне, звідси й назва кварталу. Завдяки Marché du Temple квартал дуже популярний. Ця висока залізна конструкція є домівкою для не менше як 2 400 магазинів. Крім того, готелі в цікавих різних стилях, особливо на вулицях Rue des Archives та Rue Portefoin.
Quartier Archives: У цьому кварталі розміщено національний архів і бібліотеку Парижа. Багатство кварталу — це велика кількість пам'яток старовини.
Quartier Sainte-Avoye: це був центр «маленького індустріального Парижа». Досі можна побачити вражаючі фасади будівель XVIII століття.

## Визначні місця
- Національні архіви Франції
- Консерваторія мистецтв і ремесел
- Музей мистецтв і ремесел
- Карнавале
- Музей Пікассо
- Театр Дежазет
- Музей мисливства і природи
- Музей мистецтва та історії юдаїзму

## Органи правління
У 2008 році мером 3-го округу втретє було обрано П'єра Аіденбаум (Pierre Aidenbaum).
- Адреса мерії:

2, rue Eugène Spuller 75003 PARIS
- Офіційна сторінка: mairie3.paris.fr [Архівовано 1 вересня 2009 у Wayback Machine.]

## Джерело
- french-property [Архівовано 25 жовтня 2011 у Wayback Machine.]